# Our Love
| Совокупная оценка    | Совокупная оценка |
| Источник             | Оценка            |
| -------------------- | ----------------- |
| Metacritic           | 84/100            |
| Оценки критиков      |                   |
| Источник             | Оценка            |
| AllMusic             | [ 2 ]             |
| Consequence of Sound | B+                |
| Drowned in Sound     | 8/10              |
| The Guardian         | [ 5 ]             |
| NME                  | 9/10              |
| Pitchfork Media      | 8.6/10            |
| Resident Advisor     | 3.0/5             |
| Rolling Stone        | [ 9 ]             |
| Slant Magazine       | [ 10 ]            |
| Uncut                | 9/10              |

Our Love (рус. Наша любовь) — шестой студийный альбом канадского певца Карибу (настоящее имя Дэниел Виктор Снейт) вышел 6 октября 2014 года на лейбле City Slang (во всём мире кроме Америки) и 7 октября 2014 на лейбле Merge Records (в Северной и Южной Америке).
7 декабря 2015 года был номинирован на премию Грэмми-2016 в категории «Лучший танцевальный/электронный альбом».

## История
Первый альбомный сингл («Can’t Do Without You») стал доступен онлайн и бесплатно 3 июня 2014 года, за ним 18 августа вышел «Our Love». Музыкальное видео для Our Love было поставлено режиссёром Ryan Staake, и вышло 7 октября 2014 года.
В 2015 году альбом был номинирован на премию 2015 Polaris Music Prize (включён в шорт-лист).

## Список композиций
| №                   | Название                      | Длительность |
| ------------------- | ----------------------------- | ------------ |
| 1.                  | «Can't Do Without You»        | 3:56         |
| 2.                  | «Silver»                      | 5:16         |
| 3.                  | «All I Ever Need»             | 3:52         |
| 4.                  | «Our Love»                    | 5:34         |
| 5.                  | «Dive»                        | 2:06         |
| 6.                  | «Second Chance»               | 4:00         |
| 7.                  | «Julia Brightly»              | 2:03         |
| 8.                  | «Mars»                        | 5:45         |
| 9.                  | «Back Home»                   | 3:33         |
| 10.                 | «Your Love Will Set You Free» | 5:47         |
| Общая длительность: | Общая длительность:           | 41:53        |

Expanded edition
| №   | Название                                                  | Длительность |
| --- | --------------------------------------------------------- | ------------ |
| 11. | «Can't Do Without You (Extended Mix)»                     | 6:34         |
| 12. | «Your Love Will Set You Free (C2's Set U Free Remix)»     | 6:42         |
| 13. | «Second Chance (Cyril Hahn Edit)»                         | 4:46         |
| 14. | «Mars (Head High's Core Remix)»                           | 4:54         |
| 15. | «Mars (Head High's Venus Remix)»                          | 5:39         |
| 16. | «Our Love (Daphni Remix)»                                 | 7:08         |
| 17. | «Can't Do Without You (Tale of Us & Mano Le Tough Remix)» | 7:37         |

## Чарты
| Чарт (2014)                             | Высшая позиция |
| --------------------------------------- | -------------- |
| Австралия (ARIA)                        | 26             |
| Австрия (Ö3 Austria)                    | 27             |
| Бельгия/Фландрия (Ultratop)             | 15             |
| Бельгия/Валлония (Ultratop)             | 26             |
| Канада (Canadian Albums Chart)          | 19             |
| Нидерланды (Album Top 100)              | 64             |
| Франция (SNEP)                          | 37             |
| Германия (Offizielle Top 100)           | 34             |
| Швейцария (Schweizer Hitparade)         | 17             |
| Великобритания (UK Albums Chart)        | 8              |
| США (Billboard 200)                     | 46             |
| США (Billboard Dance/Electronic Albums) | 2              |
| США (Billboard Top Alternative Albums)  | 8              |

## Награды и номинации
| Год  | Организация   | Награда                                | Результат | Ссылка |
| ---- | ------------- | -------------------------------------- | --------- | ------ |
| 2016 | Grammy Awards | Лучший танцевальный/электронный альбом | Номинация | [ 13 ] |